# Tour d'Alicante
Le Tour d'Alicante (en espagnol : Vuelta a Alicante) est une course cycliste espagnole disputée dans la province d'Alicante, en Communauté valencienne. 
Après une interruption de huit ans, l'épreuve refait son apparition en 2017. Elle est réservée aux amateurs. 

## Palmarès
| Année     | Vainqueur             | Deuxième                   | Troisième                 |
| --------- | --------------------- | -------------------------- | ------------------------- |
| 1999      | Iban Mayo             | Gonzalo Bayarri            | Roberto Lozano (ca)       |
| 2000      | Alexei Markov         |                            |                           |
| 2001      | Juan Manuel Fuentes   | Jordi Riera                | Jaume Rovira              |
| 2002      | ?                     | ?                          | ?                         |
| 2003      | Sergio Domínguez      | José Ángel Gómez Marchante | José Mario Box            |
| 2004      | Francisco Villalgordo | Josu Mondelo               | Sergi Escobar             |
| 2005      | Mauricio Ortega       | Juan Manuel Rivas          | Rafael Rodríguez          |
| 2006      | José Antonio Carrasco | Jesús Pérez Priego         | Pedro García Villa        |
| 2007      | Rafael Rodríguez      | Juan Carlos Escámez        | Francisco Javier Martínez |
| 2008-2016 | non organisé          | non organisé               | non organisé              |
| 2017      | Jhonatan Cañaveral    | Carlos Cobos               | Martín Lestido            |
| 2018      | Víctor Romero         | Jaume Sureda               | Dmitry Mukhomediarov      |
| 2019      | non organisé          | non organisé               | non organisé              |
| 2020      | Felipe Orts           | Pedro Antonio Rodríguez    | David Gijón               |
| 2021      | Toby Perry            | David Gómez Cazorla        | Edgar Curto               |
| 2022-2023 | non organisé          | non organisé               | non organisé              |
| 2024      | Víctor Castellano     | Eloy Teruel                | Izan Monroig              |